# Proyección térmica

Equipo de pulverización de plasma.

La proyección térmica  o termorrociado (Thermal Spray), es una técnica utilizada en la fabricación de componentes que consiste en proyectar pequeñas partículas fundidas, semi-fundidas, calientes e incluso frías (cold spray) que se unen sucesivamente a una superficie. El objetivo es proveer un tratamiento superficial a las piezas que van a estar sometidas a condiciones extremas de rozamiento, desgaste, calor y/o esfuerzos mecánicos.
Su uso es muy habitual en diferentes componentes de la industria del automóvil (válvulas), aeronáutica (motores de turbina), turbinas de gas (álabes), imprenta (cilindros) y medicina (implantes).
En algunos países de Latinoamérica la proyección térmica es conocida como termorrociado siendo este término una traducción literal del nombre de la tecnología en inglés thermal spray.

## Procedimientos
Existen diferentes procedimientos de proyección:
- Proyección con llama (metalización)
- Proyección por arco eléctrico
- Proyección por plasma
- Proyección térmica HVOF (high velocity oxy-fuel)

## Splat
El splat es el término por el cual se le conoce a las gotas de líquido fundido o semifundido que solidifican y conforman los recubrimientos por proyección térmica o termorrociado. Su nombre proviene del inglés y se refiere al ruido que hace un líquido al impactar con otro líquido o sólido (similar a splash). Desde el punto de vista científico el estudio del splat es clave para entender la calidad de los recubrimientos por rociado térmico. Los splat tienen la característica que como su tamaño (1-100 micrómetros) es mucho menor al del sustrato, solidifican a velocidades en el orden de 109 °C/segundo. Este fenómeno es conocido como solidificación rápida y resulta en propiedades substancialmente distintas a las de los materiales comunes. Por ejemplo el tamaño de grano suele ser menor (en el orden de los cientos de nanómetros) y las estructuras moleculares del material suelen ser metaestables. El nivel de "aplastamiento" de un splat es un indicador de la cantidad de energía térmica y cinética de la partícula en el momento de impacto. La morfología de un splat también depende de la temperatura del sustrato y los mecanismos de solidificación tienen implicaciones en la cantidad de esfuerzos residuales presentes en el recubrimiento.